# Dyle
Dyle  (nederländska: Dijle) är en 86 kilometer lång flod i centrala Belgien, den är en biflod till Rupel. Floden har sina källor vid Houtain-le-Val, i närheten av Nivelles. Den rinner genom de belgiska provinserna Vallonska Brabant, Flamländska Brabant och Antwerpen. Strax öster om Mechelens stadskärna grenar floden upp sig; de båda flodgrenarna förenas igen väster om Mechelens centrum.